# Минералсвил (Јута)
Минералсвил (енгл. Minersville) град је у америчкој савезној држави Јута.

## Демографија
По попису из 2010. године број становника је 907, што је 90 (11,0%) становника више него 2000. године.
| Група             | 2000.       | 2010.       |
| Белци             | 762 (93,3%) | 777 (85,7%) |
| Афроамериканци    | 0 (0,0%)    | 0 (0,0%)    |
| Азијати           | 1 (0,1%)    | 6 (0,7%)    |
| Хиспаноамериканци | 49 (6,0%)   | 118 (13,0%) |
| Укупно            | 817         | 907         |